# Rizzle Kicks
Rizzle Kicks – brytyjski hip hopowy duet pochodzący z Brighton. Jordan "Rizzle" Stephens (ur. 25 stycznia 1992) i Harley "Sylvester" Alexander-Sule (ur. 23 listopada 1991) założyli go w 2008 roku. Duet zaistniał na rynku muzycznym w roku 2011, wydając debiutancki album Stereo Typical. W maju 2012 roku Rizzle Kicks mieli na swoim koncie milion sprzedanych singli i 600 000 albumów w Wielkiej Brytanii.

## Początki kariery formacji
Jordan i Harley uczęszczali do Brit School, gdzie Jordan studiował media, a Harley teatr. W tym czasie Jordan nagrywał swój mixtape Minor Breaches of Discipline, na którym miały znaleźć się przerobione piosenki jego ulubionych  artystów (Lily Allen, Gorillaz, Arctic Monkeys). Zaproponował Harleyowi współpracę przy tworzeniu niektórych nagrań. Wkrótce zorientowali się, że ich głosy doskonale się wypełniają, więc w 2008 roku założyli duet Rizzle Kicks. Nazwa pochodzi od nazwy Green Rizla, pseudonimu Stephensa nadanego mu przez kolegę z drużyny piłkarskiej o tej samej nazwie, w której grali w czasie nauki w szkole. Pseudonim przekształcił się w Rizzle, a duet postanowił dodać do niego drugie słowo Kicks, z powodu ich wspólnej miłości do piłki nożnej.
Jako nowo utworzony duet zwracali się do lokalnych producentów. Nagrali kilka płyt demo, z których trzy złożyły się na ich debiutancki album. Wkrótce coraz częściej zaczęli pojawiać się w internecie. Prowadzili bloga na własnej stronie internetowej Your Daily Kicks oraz umieszczali swoje podcasty w YouTube. Teledyski nagrywane były przez zespół oraz Tobiego Lockerbiego, weselnego fotografa, którego poznali na imprezie. Latem 2010 roku powstał ich pierwszy teledysk do wersji demo piosenki Down with the Trumpets, a zaraz po nim do utworu Miss Cigarette. W tym samym czasie skończyli studia i Harley zaczął pracować jako asystent nauczyciela teatru, Jordan zaś sprzedawał hamburgery na stadionie Corals Greyhound w Hove.
Ich filmy na YouTube przyciągnęły uwagę kilku wytwórni płytowych. W listopadzie 2011 roku podpisali kontrakt z Island Records. Kontynuowali pracę nad swoim debiutanckim albumem i pracowali z kilkoma producentami, w tym z Antem Whitingiem, Normanem Cookiem, Wsi Futurecutem i Craigiem Doddsem.

## Stereo Typical i sukces komercyjny
W czerwcu 2011 roku duet wydał promocyjny singiel Prophet (Better Watch It). W okresie letnim Rizzle Kicks grali na wielu festiwalach: jako suport Dizzee Rascal na Ibiza/Mallorca Rocks w czerwcu, a potem ponownie zostali zaproszeni jako suport The Streets.
Ich pierwszy oficjalny singiel Down with the Trumpets został wydany 12 czerwca 2011 roku i zajął 84 miejsce na liście UK Singles Chart, a we wrześniu tego samego roku awansował już na miejsce 8 i zyskał status złotego. Singiel zajmował w sumie 13 tygodni na liście UK Official Top 40. 23 października 2011 roku został wydany ich drugi oficjalny singiel When I Was a Youngster i zadebiutował na miejscu 8. Ich debiutancki album Stereo Typical wydany 31 października 2011 roku znalazł się na miejscu 9., w krótkim czasie wspiął się na miejsce 5. i w maju 2012 roku zyskał status platynowej płyty. Trzeci singiel Rizzle Kicks Mama Do The Hump, który wyprodukował Norman Cook, został wydany 16 grudnia 2012, osiągnął 2 miejsce na liście i uzyskał status platynowej płyty.
Duet wraz z Ollym Mursem nagrał sinigel  Heart Skips a Beat, który ukazał się 21 sierpnia 2011 roku. Zespół nagrał też remixy dla takich artystów jak: Ed Sheeran, Jaliyl Sydney, Jessie J, Foster the People.

## Dyskografia
Stereo Typical (31 października 2011)
1. "Dreamers"
2. "When I Was a Youngster"
3. "Round Up"
4. "Down with the Trumpets"
5. "Demolition Man"
6. "Prophet (Better Watch It)"
7. "Mama Do the Hump"
8. "Miss Cigarette"
9. "Traveller’s Chant"
10. "Stop with the Chatter"
11. "Homewrecker"
12. "Trouble"
13. "Learn My Lesson"
14. "Even On a Rainy Day"

Roaring 20s
1. "This Means War"
2. "Lost Generation"
3. "The Reason I Live"
4. "Skip To The Good Bit"
5. "Jive"
6. "Don't Bring Me Down"
7. "Lunatic"
8. "Everything Will Be Better In The Morning" – Interlude
9. "Me Around You"
10. "Wind Up"
11. "Jam Yourself"
12. "Put Your Two's Up"
13. "I Love You More Than You Think"
14. "That’s Classic"
15. "Biscuits"
16. "Fine With Me"
17. "Keep It Up"